# Watford Electronics
Watford Electronics — британская компания про производству электронных компонентов для компьютеров. Основана в 1972 году Назиром Джессой, в дальнейшем расширилась настолько, что стала одной из наиболее известных поставщиков микрокомпьютеров и периферии для них в 1980-х годах. Компания была очень активна в мире BBC Micro, производя разнообразную периферию для компьютеров.
В 1990-х годах Watford Electronics постепенно переключилась на обслуживание рынка Wintel-компьютеров в 1990-х годах. В 21 веке компания открыла онлайн-магазин, «Savastore», но в 2007 году обанкротилась и перешла во внешнее управление. Затем Watford Electronics была куплена компанией Globally Limited, а в апреле того же года онлайн-магазин переименовали в «Saverstore».